# HTMS Sri Ayudhya
El HTMS Sri Ayudhya (en tailandés: เรือหลวงศรีอยุธยา, romanizado: Si Ayutthaya) fue un buque de defensa costera de la Armada Real de Tailandia. Estuvo en servicio desde 1938 a 1951, teniendo actividad al servicio de Tailandia durante la guerra franco-tailandesa en la que su barco gemelo, el HTMS Dhonburi sufrió graves daños en la Batalla de Ko Chang. El Sri Ayudhya más tarde sirvió como buque insignia de la Armada hasta que fue hundido como resultado de los combates en la rebelión de Manhattan.
Su nombre se basa en el antiguo Reino de Ayutthaya.

## Construcción y servicio
En la década de 1930, la Armada Real siamesa siguió planes para mejorar y ampliar sus limitadas fuerzas. Esta fue aprobada por el Parlamento en 1935, y se asignaron 18 millones de baht para la adquisición de nuevos equipos. En diciembre de 1935, la Armada contrató a la corporación japonesa Kawasaki Heavy Industries de Kobe para construir dos buques de defensa costera de 5.727 millones de baht cada uno. El Sri Ayutthaya fue entregado el 16 de junio de 1938 y comisionado el 19 de julio del mismo año; su buque gemelo, el Dhonburi le siguió en octubre de ese año.
Cuando la guerra franco-tailandesa estalló a finales de 1940, la armada asignó el Sri Ayudhya y el Dhonburi a la Flota del Golfo, cuya tarea era patrullar las aguas orientales contra posibles ataques franceses. En la noche del 14 de enero de 1941, el grupo liderado por el Dhonburi zarpó de la base naval de Sattahip para relevar al Sri Ayudhya y su convoy, que había estado estacionado en la isla de Ko Chang en la provincia de Trat. El relevo se efectuó la mañana siguiente, y el grupo del Sri Ayudhya regresaron a Sattahip. Dos días después, en la madrugada del 17 de enero, el Dhonburi y otros buques del grupo se encontraron con las fuerzas navales francesas en lo que se convirtió en la batalla de Ko Chang. El Sri Ayutthaya fue enviado para ayudar en la batalla, pero solo llegó a la misma por la tarde, después de que las hostilidades habían cesado. Sin embargo, algunos informes franceses señalaron erróneamente que el Sri Ayutthaya fue dañado por un torpedo durante la batalla.
El Sri Ayudhya no tuvo misiones de servicio después de la Segunda Guerra Mundial, a pesar de que llegó a ser considerado como el buque insignia de la flota bélica tailandesa. Sirvió como buque de transporte real para los reyes Ananda Mahidol y Bhumibol Adulyadej en las etapas finales de sus respectivos viajes de regreso desde Suiza en 1938 y 1950.

## Final delSri Ayudhya: La Rebelión de Manhattan
El 29 de junio de 1951, en un intento de golpe de Estado conocido como la Rebelión de Manhattan, un grupo de cadetes de la oficialidad de la Armada contra el primer ministro Plaek Pibulsonggram (Phibun) a punta de pistola durante una ceremonia de transferencia de un buque en el embarcadero de Ratchaworadit, en el río Chao Phraya (cerca de Bangkok). Phibun fue llevado a bordo del Sri Ayudhya en calidad de rehén. Los generales estatales fueron convocados, y el barco empezó a hacer camino río abajo hacia el Departamento de Artillería Naval en Bang Na. Sin embargo, los golpistas no lograron asegurar la apertura del Puente Memorial, y la nave por lo tanto no pudo seguir. La lucha siguió rápidamente, y las unidades navales que pusieron del lado de los rebeldes se vieron superados en número por el ejército, que acudió en gran número, así como la policía y las fuerzas aéreas que eran leales al gobierno. La lucha amainó durante la noche, pero se reanudó y se intensificó a la mañana siguiente. El Sri Ayudhya se unió a la lucha, pero sus motores no tardaron en quedar incapacitados y la nave quedó dañada en el agua delante del Fuerte Wichai Prasit. Fue fuertemente atacado a balazos desde la orilla oriental por cañones y morteros, y, por la tarde, también fue bombardeado por aviones de entrenamiento AT-6. Estallaron algunos fuegos en el interior del buque, por lo que se dio la orden de abandonar el buque. Phibun tuvo que nadar hasta la orilla, junto con los marineros, pero resultó ileso. Los incendios continuaron durante toda la noche y al día siguiente, cuando los combates cesaron. El fuertemente dañado Sri Ayudhya finalmente se hundió en la noche del 1 de julio.
El lugar donde había naufragado el Sri Ayudhya fue más adelante fondeado por buzos buscando la chatarra, ya que se había convertido en un peligro para la navegación. El barco fue desestimado oficialmente en el registro naval el 8 de octubre de 1959 por la Orden Ministerial 350/21315.